# 海氏䲗
海氏䲗（学名：Callionymus hindsi）为䲗科䲗屬的鱼类。分布于波斯湾至中国、台灣，包括南海等海域，多见于水深3至40米处。该物种的模式产地在太平洋。